# Augustus Keppel
Augustus Keppel (Londres, 25 de abril de 1725 -Suffolk, 2 de octubre de 1786) primer vizconde de Keppel, fue un oficial de la Marina Real británica y político, miembro de la Cámara de los Comunes desde 1755 hasta 1782. Durante la guerra de sucesión austriaca fue comandante de varias naves incluyendo al HMS Maidstone. En la guerra de los Siete Años fue comodoro de la Estación Norteamericana y comandante en jefe de la estación de Jamaica. Luego sirvió como Primer lord del Mar y finalmente comandante en jefe de la Flota del Canal.

## Primeros años de su carrera naval
Fue el segundo hijo de Willem van Keppel, segundo conde de Albemarle y Anne van Keppel, hija del primer duque de Richmond. Asistió por un tiempo a la escuela de Westminster y a la edad de diez años se embarcó, y luego de cinco años a bordo, en 1740, pasó a formar parte de la dotación del Centurion recorriendo el mundo bajo el mando de Lord Anson. En noviembre de 1741 estuvo a punto de morir en el asalto y captura de Paita. Fue ascendido a teniente en marzo de 1742. En ese viaje sufrió escorbuto perdiendo parte de su dentadura. Después de circunnavegar el globo, a su regreso en noviembre de 1744, fue nombrado comandante del Wolf una balandra de 14 cañones, en diciembre fue transbordado al Greyhound, en febrero de 1745 al Saphire y en noviembre de 1745 al Maidstone. Con el Maidstone, en junio de 1747, se varó mientras perseguía a un buque francés pero fue absuelto por la corte marcial que estudió el caso y se le otorgó el mando del Anson con el que participó activamente hasta 1748 cuando se firmó la paz que puso término a la guerra de sucesión de Austria.
El 11 de mayo de 1749 zarpó desde Plymouth hacia el Mediterráneo como comodoro de una flota, izó su insignia en el Centurion. Su misión era persuadir al gobernador de Argel que restringiera las operaciones de los piratas, finalmente firmó un tratado con el Emir y regresó a Inglaterra en 1751

## Guerra de los Siete Años
Durante la guerra de los Siete Años estuvo permanentemente ocupado. Como comodoro en la estación Norteamericana izó su insignia en el Norwich desde 1751 a 1755. Estuvo en la costa de Francia en 1756 y en 1758 fue enviado en una expedición para conquistar Gorea, una isla francesa en la costa oeste de África. Su buque el Torbay fue el primero en entrar en acción en la batalla de Quiberon en noviembre de 1759.
En 1757 formó parte de la corte marcial que condenó al almirante John Byng, pero luego fue uno de los más activos de los que trataron que fuera perdonado; pero ni él ni los que habían actuado con él pudieron dar ninguna razón seria para que la sentencia no se cumpliera.
En marzo de 1761 tomó el mando del HMS Valiant y fue enviado al mando de un escuadrón para reducir Belle Isle, tarea que cumplió exitosamente en junio de 1761.

## Expedición a La Habana
Cuando en 1762 España se unió a Francia fue enviado como segundo en el mando de George Pocock en la expedición británica contra Cuba que tomó La Habana. Su salud se vio afectada por la fiebre amarilla , pero las 25 000 libras en premio que recibió lo liberaron de la desagradable posición de ser hijo menor de una familia arruinada.

## Almirantazgo
El 21 de octubre de 1762 fue promovido al grado de contraalmirante y a fines de ese año designado comandante en jefe de la Estación Jamaica. Desde julio de 1765 fue miembro de la Junta del Almirantazgo en el primer ministerio de Rockingham y desde septiembre de 1766 fue el almirante más antiguo en el ministerio de Chatham hasta que dejó la junta del Almirantazgo en diciembre de 1766. Compró en 1768 Elveden Hall en Suffolk. Fue ascendido a vicealmirante el 24 de octubre de 1770. Cuando ocurrió la crisis de Las Malvinas en 1770 debió haber tomado el mando de la flota que se iba a enviar contra España, pero como se llegó a un acuerdo, no fue necesario hacerlo.

## Guerra de la Independencia Americana
El período más conflictivo de su vida pertenece a los primeros años de la Guerra Revolucionaria Americana. Keppel fue un firme defensor de la relación con los Whig, dirigida por el marqués de Rockingham y el duque de Richmond. Los Whigs fueron excluidos del poder por George III. Como miembro del Parlamento, en el que tuvo un asiento por Chichester desde 1755 hasta 1761, por Windsor desde 1761 hasta 1780 y luego por Surrey desde 1780 hasta 1782, Keppel fue un gran partidario de los Whigs, y hostil a los Amigos del Rey. Los Whigs creían que los ministros del rey y en particular lord Sandwich, entonces primer lord del Almirantazgo, eran capaces de cualquier villanía. Cuando Keppel fue ascendido a almirante el 29 de enero de 1778 y nombrado para comandar la Flota del Canal, la principal flota preparada contra Francia, creía que el Primer Lord se alegraría si fuese derrotado.
Antes de 1778, Keppel no logró convencer a Sandwich que ignorara las dificultades técnicas y autorizara el forro de cobre en todos y no solo en unos pocos buques y más tarde posiblemente fue injusto al sacar provecho político de esto en The London Magazine de marzo de 1781. Él había comentado que el forrar con cobre los cascos de las naves le daría una fuerza adicional a la armada y le reprochó a lord Sandwich haber autorizado colocarle forro de cobre a solo unas pocas naves en contra de su opinión de colocárselo a todas. La falta del forro de cobre en los cascos de los buques fue una de las principales razones que llevaron a Gran Bretaña a perder las 13 colonias.
Uno de los almirantes subordinados de Keppel era Hugh Palliser, miembro de la Junta de almirantazgo, miembro del parlamento y en opinión de Keppel, responsable con sus colegas del mal estado de la Royal Navy. La batalla que Keppel tuvo con los franceses el 27 de julio de 1778, la Primera Batalla de Ushant, terminó mal para él. Las razones, incluyendo los propios errores de dirección de Keppel, pero también el hecho de que Palliser no obedeció las órdenes. Keppel se convenció de que había sido deliberadamente traicionado.

## Asunto Keppel-Palliser
Aunque Keppel elogió a Palliser en público, lo atacó en privado. La prensa Whig y los amigos de Keppel, comenzaron una campaña de difamación en contra de Palliser. Los documentos ministeriales respondieron en el mismo estilo y cada lado acusó al otro de traición deliberada. El resultado fue una serie de escenas escandalosas en el parlamento y en las cortes marciales. Keppel fue juzgado y absuelto primero y luego Palliser también fue juzgado y absuelto.

## Carrera política - últimos años 1786
Cuando el ministerio North cayó en 1782 fue nombrado primer lord del Almirantazgo, fue elevado a la dignidad de noble como Vizconde Keppel, de Elveden en el condado de Suffolk. Su carrera en el cargo no se distinguió y rompió con sus antiguos socios políticos al renunciar como una protesta contra la Paz de París. Finalmente se desacreditó a sí mismo al unirse al ministerio de coalición formado por North y Fox y con su caída desapareció de la vida pública en diciembre de 1783. Keppel murió soltero el 2 de octubre de 1786.